# Acantocheila
Acantocheila is een geslacht van wantsen uit de familie van de Tingidae (Netwantsen). Het geslacht werd voor het eerst wetenschappelijk beschreven door Coscarón in 2005.

## Soorten
Het genus bevat de volgende soorten:

- Acantocheila denieri Monte
- Acantocheila nexa Drake